# راک-ای-دودل
 راک-ای-دودل (به انگلیسی: Rock-a-Doodle) انیمیشنی محصول سال ۱۹۹۱ به کارگردانی دان بلات است. در این فیلم بازیگرانی همچون گلن کمبل، ادی دیزن، سندی دانکن، الن گرین، فیل هریس، کریستوفر پلامر، چارلز نلسون ریلی، توبی اسکات گانگر به عنوان گوینده ایفای نقش کرده‌اند.